# Kolonijalni mentalitet
Kolonijalni mentalitet je koncepcijska teorija u koja se odnosi na osjećaj inferiornosti kod nekih zajednica koje su bile dio neke kolonijalne sile (obično Europske). Koncept se obično odnosi na prihvaćanje odnoso stavljanje vrijednosti, kulture i doktrine kolonizatora kao boljih i naprednijih nego što oni posjeduju. Glavni predmeti rasprave o kolonijalnom mentalitetu su jako kontroverzne u nekim kulturama.